# きょにゅう★刑事
『きょにゅう★刑事』 （きょにゅうデカ）は、ハットリユカコによる日本の少女漫画作品。『なかよし』（講談社）にて2003年に短期連載された。単行本は、2004年に同社のKCなかよしより全1巻が刊行されている。

## あらすじ
夏の浜辺で活躍する3人の少女がいた。マコ、日向、リカコの3人は巨乳刑事として日々、浜辺の平和を守っていた。しかし、日向にはある重大な秘密があった。

## その他
『なかよし』と同じ講談社発行の『少年マガジン』誌に単行本の広告が掲載された。『マガジン』誌に少女漫画の広告が掲載される事は異例である。

## 書誌情報
ハットリユカコ 『きょにゅう★刑事』 講談社〈KCなかよし〉 2004年4月28日発行、ISBN 978-4-06-364050-2。